# Facundo Mesones
Facundo Mesones, vollständiger Name Facundo Elías Mesones Gamarra, (* 8. Januar 1995 in Montevideo) ist ein uruguayischer Fußballspieler.

## Karriere
Offensivakteur Facundo Mesones gehörte bereits im Jahr 2013 zum erweiterten Kader des in Montevideo beheimateten Vereins Sud América, der die Zweitligameisterschaft der Spielzeit 2012/13 gewann. Er war jedoch in jenem Jahr zudem Spieler der in der Quarta División spielenden Nachwuchsmannschaft. Im Juli 2014 wurde er seitens des Vereins als Jugendspieler bezeichnet, der die Saisonvorbereitung Mitte 2014 mit der Profimannschaft absolvierte. Er stand somit mindestens seit der Saison 2014/15 auch im erweiterten Kader des Erstligisten. Mesones debütierte am 28. September 2014 unter Trainer Jorge Vivaldo in der Primera División, als er beim 3:1-Auswärtssieg gegen Juventud in der 90. Spielminute für Ángel Luna eingewechselt wurde. In der Spielzeit 2014/15 wurde er zweimal (kein Tor) in der höchsten uruguayischen Spielklasse eingesetzt. Anfang August 2015 wurde er dann an El Tanque Sisley ausgeliehen. Eine Kaderzugehörigkeit oder gar Einsätze werden beim Erstligisten allerdings nicht geführt. Ab Anfang Februar 2016 folgte dann eine weitere Leihe. Aufnehmender Verein war dieses Mal der Zweitligist Club Atlético Progreso. Bis Saisonende absolvierte er neun Zweitligapartien (kein Tor).